# Auchenoglanis biscutatus
Auchenoglanis biscutatus is een straalvinnige vissensoort uit de familie van de stekelmeervallen (Claroteidae). De wetenschappelijke naam van de soort is voor het eerst geldig gepubliceerd in 1809 door Étienne Geoffroy Saint-Hilaire.